# Easy Cheese
Easy Cheese è un marchio di formaggio a pasta fusa dell'azienda statunitense Mondelēz International.

## Storia
Il prodotto venne lanciato nel 1965, era originariamente venduto dalla Nabisco e prendeva il nome di "Snack Mate". Le pubblicità che promuovevano lo Snack Mate incitavano il consumatore a usare il prodotto su diversi tipi di antipasti e stuzzichini; una campagna pubblicitaria della salsa del 1966 asseriva che era "formaggio istantaneo per feste istantanee". Nel 1984, il marchio venne acquisito dalla Mondelēz e il prodotto rinominato Easy Cheese.